# Lipoltice

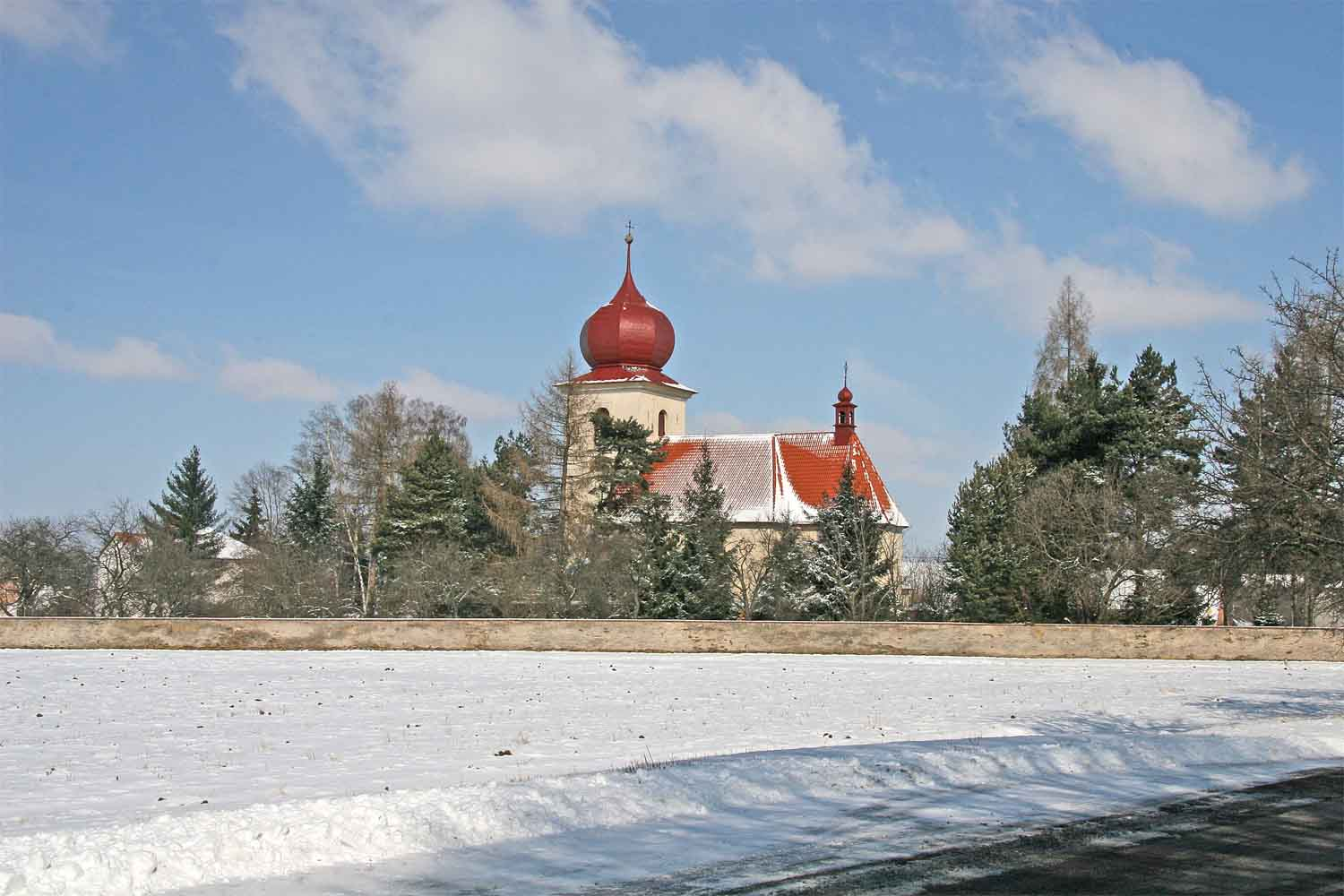
Kirche des hl. Matthäus

Lipoltice (deutsch Lipoltitz) ist eine Gemeinde in Tschechien. Sie liegt sechs Kilometer südlich von Přelouč und gehört zum Okres Pardubice.

## Geographie
Lipoltice befindet sich in den nördlichen Ausläufern des Eisengebirges (Železné hory) am Bach Lipoltická svodnice, der oberhalb des Dorfes in den Teichen Rohlíček, Třešňovec, Nečas und Urbanický rybník angestaut wird. Nördlich erhebt sich die Lipoltická skála (298 m n.m.).
Nachbarorte sind Podvrdy, Tupesy und Loděnice im Norden, Horecký Dvůr, Poběžovice u Přelouče und Velký Ovčín im Nordosten, U Široké Cesty, Choltice und Chrtníky im Osten, Ledec, Svojšice und Rašovy im Südosten, Urbanice im Süden, Turkovice, Sovolusky und Sušírna im Südwesten, Sovoluská Lhota und Májovka im Westen sowie Pelechov und Brloh im Nordwesten.

## Geschichte
Die erste schriftliche Erwähnung von Lipoltice erfolgte im Jahre 1257 als Sitz der Vladiken von Lipoltice. Diesem Geschlecht entstammte auch Hroznata von Lipoltice, der von 1332 bis 1347 Abt des Klosters Opatowitz war. Das Gut Lipoltice wurde zu Beginn des 14. Jahrhunderts in mehrere Anteile zersplittert, deren Besitzer danach in rascher Folge wechselten. 1350 ließ das Erzbistum Prag in Lipoltice eine Pfarrei errichten. Zum Ende des 14. Jahrhunderts erwarben die Herren Kavalec von Žumberk alle Anteile des Gutes. Sie nannten sich fortan auch Kavalec von Lipoltice und hielten das Gut bis zur Mitte des 15. Jahrhunderts. Die älteste Nachricht über die Feste stammt von 1486, als Jan Dubánek von Duban darauf seiner Frau eine Widerlage überschrieb. Im 16. Jahrhundert erwarben die Žehušický von Nestajov das Gut. Die Feste wurde 1544 als wüst bezeichnet. Neue Besitzer des Gutes waren zu dieser Zeit die von Gersdorff, die es an ihre Herrschaft Choltitz anschlossen. Nach der Schlacht am Weißen Berg wurden die Güter der Brüder Stephan und Bernard Niklas von Gersdorff 1623 konfisziert, da beide am Böhmischen Aufstand teilgenommen hatten. Die Herrschaft Choltitz wurde an Christoph Simon von Thun verkauft. Während des Dreißigjährigen Krieges erlosch die Pfarrei und wurde danach vom Swintschaner Pfarrer verwaltet. Die Reichsgrafen von Thun und Hohenstein erhoben die Herrschaft Choltitz zum Familienfideikommiss und hielten den Besitz bis ins 20. Jahrhundert. 1783 stiftete der Religionsfonds in Lipoltice eine Lokalie.
Im Jahre 1835 bestand das im Chrudimer Kreis an der Grenze mit dem Časlauer Kreis gelegene Dorf Lipoltitz aus 44 Häusern, in denen 344 Personen, darunter je eine protestantische und jüdische Familie lebten. Unter dem Patronat der Obrigkeit standen die Filialkirche des hl. Matthäus und die Schule; außerdem gab es im Ort eine Mühle. Zu Lipoltitz konskribiert war das einschichtige Wirtshaus Majofka. Lipoltitz war Pfarrort für Bärenloch, Krasnitz, Littoschitz, Lodenitz (Loděnice), Lhotka (Sovoluská Lhota), Orbanitz, Pellechow (Pelechov), Pobieschowitz, Potwrdy (Podvrdy) und Tupes (Tupesy) sowie einen Anteil von Senik (Seník). Bis zur Mitte des 19. Jahrhunderts blieb Lipoltitz der Fideikommissherrschaft Choltitz untertänig.
Nach der Aufhebung der Patrimonialherrschaften bildete Lipoltice ab 1849 mit den Ortsteilen Podvrdy II. díl, Pelechov, Poběžovice, Tupesy und Urbanice eine Gemeinde  im Gerichtsbezirk Přelauč. Ab 1868 gehörte die Gemeinde zum Bezirk Pardubitz. In den 1890er Jahren lösten sich Poběžovice, Tupesy und Urbanice los und bildeten eigene Gemeinden. 1949 wurde Lipoltice dem Okres Přelouč zugeordnet. Dieser wurde im Zuge der Gebietsreform von 1960 aufgehoben, seitdem gehört das Dorf zum Okres Pardubice. 1961 wurde Sovoluská Lhota von Sovolusky nach Lipoltice umgemeindet.

## Gemeindegliederung
Die Gemeinde Lipoltice besteht aus den Ortsteilen Lipoltice (Lipoltitz), Pelechov (Pelechau) und Sovoluská Lhota (Lhota bei Sobolusk). Zu Lipoltice gehören zudem die Wohnplätze Májovka (Majowka) und U Široké Cesty.
Das Gemeindegebiet gliedert sich in die Katastralbezirke Lipoltice und Sovoluská Lhota.

## Sehenswürdigkeiten
- Frühgotische Kirche des hl. Matthäus, erbaut um 1280. 1823 erfolgte ein Umbau der Kirche. Romedius von Thun und Hohenstein stiftete eine dritte Glocke, deren Inschrift seinen Namen sowie den seiner Frau Barbara Gräfin Salm und seines Sohnes Romedius Franz trägt.
- Ehemaliger Steinbruch Lipoltice, an der Straße nach Podvrdy